# Specklinia alexii
Specklinia alexii är en orkidéart som först beskrevs av Alfonse Henry Heller, och fick sitt nu gällande namn av Alec M. Pridgeon och Mark W. Chase. Specklinia alexii ingår i släktet Specklinia och familjen orkidéer.
Artens utbredningsområde är Nicaragua. Inga underarter finns listade i Catalogue of Life.